# Lee Chung-yong
Lee Chung-yong (Seúl, Corea del Sur, 2 de julio de 1988) es un futbolista surcoreano. Juega de centrocampista y su equipo es el Ulsan HD F. C. de la K League 1 de Corea del Sur.

## Selección nacional
Ha sido internacional con la selección de fútbol de Corea del Sur, ha jugado 89 partidos internacionales y ha anotado 9 goles.
Lee fue pasando por las distintas catesorías inferiores de la República de Corea y participó en el Torneo Olímpico de Fútbol de Pekín 2008. De todas formas, ya había debutado como internacional absoluto en mayo de 2008, en un encuentro de clasificación para la Copa Mundial de la FIFA contra Jordania. Posteriormente, Lee fue parte del equipo surcoreano que disputó la Copa Mundial de Fútbol de 2010.
El 8 de mayo de 2014 el entrenador Hong Myung-bo lo incluyó en la lista final de 23 jugadores que competirán en la Copa Mundial de Fútbol de 2014.

### Participaciones en Copas del Mundo
| Mundial                        | Sede      | Resultado        |
| ------------------------------ | --------- | ---------------- |
| Copa Mundial de Fútbol de 2010 | Sudáfrica | Octavos de final |
| Copa Mundial de Fútbol de 2014 | Brasil    | Fase de grupos   |

## Clubes
| Club                   | País          | Año       |
| ---------------------- | ------------- | --------- |
| F. C. Seoul            | Corea del Sur | 2004-2009 |
| Bolton Wanderers F. C. | Inglaterra    | 2009-2015 |
| Crystal Palace F. C.   | Inglaterra    | 2015-2018 |
| VfL Bochum             | Alemania      | 2018-2020 |
| Ulsan HD F. C.         | Corea del Sur | 2020-     |

## Palmarés

### Títulos nacionales
| Título                   | Club                | Sede          | Año  |
| ------------------------ | ------------------- | ------------- | ---- |
| Copa de la Liga de Corea | F. C. Seoul         | Corea del Sur | 2006 |
| K League 1               | Ulsan Hyundai F. C. | Corea del Sur | 2022 |
| K League 1               | Ulsan Hyundai F. C. | Corea del Sur | 2023 |
| K League 1               | Ulsan HD F. C.      | Corea del Sur | 2024 |

### Títulos internacionales
| Título                      | Club          | Sede      | Año  |
| --------------------------- | ------------- | --------- | ---- |
| Liga de Campeones de la AFC | Ulsan Hyundai | Al Wakrah | 2020 |